# Karen Dior
Karen Dior (Ozark, Misuri; 14 de febrero de 1967 - Los Ángeles; 25 de agosto de 2004) fue una actriz pornográfica y directora de cine transexual estadounidense, así como cantante y escritora. Fue de las primeras actrices transexuales en participar en producciones pornográficas.

## Biografía
Nacida como Geoffrey Gann, era natural de Ozark, una ciudad ubicada en el condado de Christian del estado de Misuri. A los 21 años de edad se marchó a Los Ángeles, donde comenzó a trabajar en un salón de belleza y a actuar en diversos espectáculos como drag queen en bares del West Hollywood.
En 1989, año en que confirmó su bisexualidad, entró en la industria pornográfica como actriz transexual, participando en diversas producciones de corte bisexual y transexual. Iniciada con 22 años, llegó a trabajar con productoras y estudios como Bizarre, Coast To Coast, Executive, He/She Studios, High Voltage, Legend Video, Metro, Pleasure Productions, VCA Pictures, Odyssey, Pleasure, Sunshine, Sin City, Vivid, entre otros.
En la década de 1990, Dior comenzó a realizar pequeños papeles en series de televisión y películas convencionales. Destacó por ser la acosadora del personaje de Loni Anderson en la película The Prince She Paid. Otros trabajos incluyeron apariciones en las series televisivas Xena: la princesa guerrera, Head over Heels y Veronica's Closet.
Algunas cintas destacadas que realizó durante su carrera fueron Beverly She Males, Decent Proposal, Fan Male, Karen's Bi-Line, Malibu She-Males, Pussy on a Stick, Shaved She Males, Single White SheMale, Tranny Jerk-Fest, TV Dildo Fantasy 2 o Ultimate Sex.
En 1995, Dior contrajo el VIH, llegando a trabajar después como activista contra el Sida. Apartó su faceta como actriz en activo haciendo pequeños papeles no sexuales y destacando por su faceta detrás de las cámaras. También trabajó como escritora, editando Sleeping Under the Stars, su autobiografía, que se publicó en 2001. También trabajó como cantante, bajo el nombre de Geoffrey Karen Dior, sacando al mercado un disco en solitario llamado Sex (2001), y formó parte de dos bandas llamadas Johnny Depp Clones y Goddess.
En su lucha contra los estigmas del Sida, destacó su participación en la serie de Xena: la princesa guerrera, en el que llegaba a darse un beso al final del episodio con Xena, interpretada por Lucy Lawless. Dicho corte fue aplaudido por la propia Lawless, que pidió que se dejara en el montaje final para demostrar que el VIH no se transmite por dar simplemente un beso.
Karen Dior falleció en Los Ángeles (California) el 25 de agosto de 2004 de una hepatitis derivada del VIH.